# Neuseeländische Badmintonmeisterschaft 1949
Die Neuseeländische Badmintonmeisterschaft 1949 fand in Hamilton statt. Es war die 16. Austragung der Badmintonmeisterschaften von Neuseeland. 	

## Titelträger
| Disziplin    | Sieger                           |
| ------------ | -------------------------------- |
| Herreneinzel | Jeffrey Robson                   |
| Dameneinzel  | Mavis Kerr                       |
| Herrendoppel | Jeffrey Robson A. Lawrence Scott |
| Damendoppel  | Margaret Hawksworth Mavis Kerr   |
| Mixed        | Jeffrey Robson Mavis Kerr        |